# WTA Finals 2024 - Doppio
In finale Gabriela Dabrowski e Erin Routliffe hanno sconfitto Kateřina Siniaková e Taylor Townsend con il punteggio di 7-5, 6-3. É il diciassettesimo titolo in carriera per Dabrowski, mentre è l'ottavo titolo in carriera per Routliffe. É il quarto titolo per la coppia e il secondo stagionale, oltre ad essere le prime WTA Finals conquistate in carriera, diventando rispettivamente la prima canadese e neozelandese nella storia a riuscirci.
Laura Siegemund e Vera Zvonarëva erano le campionesse in carica, ma entrambe non si sono qualificate per questa edizione del torneo.
Kateřina Siniaková si è assicurata di concludere l'anno con il primato della classifica WTA di doppio in seguito alle sue prime due vittorie nel round robin.
Jasmine Paolini, Caroline Dolehide e Taylor Townsend hanno fatto il loro debutto a questo evento.
Paolini è l'unica giocatrice di questa edizione a qualificarsi sia per il singolo sia per il doppio.

## Giocatrici
1. Ljudmyla Kičenok /  Jeļena Ostapenko (round robin)
2. Gabriela Dabrowski /  Erin Routliffe (Campionesse)
3. Hsieh Su-wei /  Elise Mertens (round robin)
4. Sara Errani /  Jasmine Paolini (round robin)

1. Caroline Dolehide /  Desirae Krawczyk (round robin)
2. Nicole Melichar-Martinez /  Ellen Perez (semifinale)
3. Chan Hao-ching /  Veronika Kudermetova (semifinale)
4. Kateřina Siniaková /  Taylor Townsend (finale)

### Riserve
1. Sofia Kenin /  Bethanie Mattek-Sands (non hanno giocato)

1. Demi Schuurs /  Luisa Stefani (non hanno giocato)

## Tabellone

### Legenda
| - Q = Qualificato - WC = Wild card - LL = Lucky loser | - ALT = Alternate - SE = Special Exempt - PR = Protected Ranking | - w/o = Walkover - r = Ritirato - d = Squalificato |

### Fase finale
|  | Semifinali | Semifinali                           | Semifinali                           | Semifinali | Semifinali |  |  | Finale | Finale                             | Finale                             | Finale | Finale |  |
|  |            |                                      |                                      |            |            |  |  |        |                                    |                                    |        |        |  |
|  | 8          | Kateřina Siniaková Taylor Townsend   | Kateřina Siniaková Taylor Townsend   | 6          | 7          |  |  |        |                                    |                                    |        |        |  |
|  | 7          | Chan Hao-ching Veronika Kudermetova  | Chan Hao-ching Veronika Kudermetova  | 0          | 65         |  |  | 8      | Kateřina Siniaková Taylor Townsend | Kateřina Siniaková Taylor Townsend | 5      | 3      |  |
|  | 6          | Nicole Melichar-Martinez Ellen Perez | Nicole Melichar-Martinez Ellen Perez | 67         | 1          |  |  | 2      | Gabriela Dabrowski Erin Routliffe  | Gabriela Dabrowski Erin Routliffe  | 7      | 6      |  |
|  | 2          | Gabriela Dabrowski Erin Routliffe    | Gabriela Dabrowski Erin Routliffe    | 7          | 6          |  |  |        |                                    |                                    |        |        |  |

### Gruppo Green
|   |                                      | Kičenok Ostapenko | Hsieh Mertens    | Melichar-Martinez Perez | Siniaková Townsend | RR V-P | Set V-P   | Game V-P    | Classifica |
| 1 | Ljudmyla Kičenok Jeļena Ostapenko    |                   | 1-6, 3-6         | 1-6, 3-6                | 6-3, 3-6, [9-11]   | 0-3    | 1-6 (14%) | 17-34 (33%) | 4          |
| 3 | Hsieh Su-wei Elise Mertens           | 6-1, 6-3          |                  | 6-1, 1-6, [6-10]        | 6-3, 3-6, [8-10]   | 1-2    | 4-4 (50%) | 28-22 (56%) | 3          |
| 6 | Nicole Melichar-Martinez Ellen Perez | 6-1, 6-3          | 1-6, 6-1, [10-6] |                         | 2-6, 2-6           | 2-1    | 4-3 (57%) | 24-23 (51%) | 2          |
| 8 | Kateřina Siniaková Taylor Townsend   | 3-6, 6-3, [11-9]  | 3-6, 6-3, [10-8] | 6-2, 6-2                |                    | 3-0    | 6-2 (75%) | 32-22 (59%) | 1          |

La classifica viene stilata in base ai seguenti criteri: 1) Numero di vittorie; 2) Numero di partite giocate; 3) Scontri diretti (in caso di due giocatori pari merito); 4) Percentuale di set vinti o di game vinti (in caso di tre giocatori pari merito); 5) Decisione della commissione

### Gruppo White
|   |                                     | Dabrowski Routliffe | Errani Paolini      | Dolehide Krawczyk | Chan Kudermetova    | RR V-P | Set V-P   | Game V-P    | Classifica |
| 2 | Gabriela Dabrowski Erin Routliffe   |                     | 1-6, 7-6(1), [11-9] | 4-6, 6-3, [10-6]  | 7-6(6), 6-4         | 3-0    | 6-2 (75%) | 33-31 (52%) | 1          |
| 4 | Sara Errani Jasmine Paolini         | 6-1, 6(1)-7, [9-11] |                     | 1-6, 6-1, [10-4]  | 6-3, 6(3)-7, [9-11] | 1-2    | 4-5 (44%) | 32-27 (54%) | 3          |
| 5 | Caroline Dolehide Desirae Krawczyk  | 6-4, 3-6, [6-10]    | 6-1, 1-6, [4-10]    |                   | 6-3, 3-6, [7-10]    | 0-3    | 3-6 (33%) | 25-29 (46%) | 4          |
| 7 | Chan Hao-ching Veronika Kudermetova | 6(6)-7, 4-6         | 3-6, 7-6(3), [11-9] | 3-6, 6-3, [10-7]  |                     | 2-1    | 4-4 (50%) | 31-34 (48%) | 2          |

La classifica viene stilata in base ai seguenti criteri: 1) Numero di vittorie; 2) Numero di partite giocate; 3) Scontri diretti (in caso di due giocatori pari merito); 4) Percentuale di set vinti o di game vinti (in caso di tre giocatori pari merito); 5) Decisione della commissione